# Sprachen in Spanien
| nur Kastilisch Katalanisch Baskisch Galicisch | Asturleonesisch Aragonesisch Aranesisch |

Sprachen in Spanien:

Bis heute werden mehrere einheimische Sprachen in Spanien gesprochen, da die Bevölkerung Spaniens keine kulturelle und sprachliche Einheit bildet. Die kastilische Sprache, im Ausland gemeinhin als spanische Sprache und Spanisch bezeichnet, ist Amtssprache im gesamten Staatsgebiet. Daneben gibt es weitere Amtssprachen, deren Geltungsbereich regional beschränkt ist.

## Amtssprachen
Art. 3 der spanischen Verfassung lautet:
(1) Das Kastilische ist die offizielle spanische Sprache des Staates. Alle Spanier haben die Pflicht, sie zu lernen und das Recht sie zu benutzen.
(2) Die anderen spanischen Sprachen sind in den jeweiligen Autonomen Gemeinschaften ebenfalls Amtssprachen, soweit deren Autonomiestatute dies bestimmen.
(3) Der Reichtum Spaniens an sprachlicher Vielfalt stellt ein Kulturgut dar, das Gegenstand besonderer Achtung und besonderen Schutzes ist.
In einem Grundsatzurteil hat das spanische Verfassungsgericht hierzu entschieden: Nach Absatz 1 kann sich jeder Bürger im Verkehr mit jeder öffentlichen Institution (unabhängig davon, ob sie in Trägerschaft des Staates, einer Autonomen Gemeinschaft, einer Provinz oder einer Kommune steht) des Kastilischen bedienen und hat Anspruch darauf, dass ihm in dieser Sprache geantwortet wird. Umgekehrt folgt nach Absatz 2 aus der Statuierung einer zusätzlichen regionalen Amtssprache, dass dies dann nicht nur für die Behörden der Autonomen Gemeinschaft selbst, sondern auch für die staatlichen Behörden in dieser Region gilt. Mit anderen Worten: So wie es regionalen Behörden verwehrt ist, das Kastilische nicht zu akzeptieren, ist es den staatlichen Institutionen in den Regionen (wie Gerichten, der Policía Nacional oder der Guardia Civil) verboten, die jeweilige regionale Amtssprache nicht zu akzeptieren.
Folgende Autonomiestatute sehen solche weitere Amtssprachen (lenguas co-oficiales) neben dem Kastilischen vor:
- Katalonien: Katalanisch und Aranesisch (Art. 6 des Autonomiestatuts). Aranesisch ist nach dem neuen Autonomiestatut von 2006 in dem gesamten Gebiet der Autonomen Gemeinschaft Amtssprache, ist aber faktisch nur im Val d’Aran von Bedeutung.
- Balearen: Katalanisch (Art. 4 des Autonomiestatuts)
- Valencia: „Valencianisch“, eine Varietät des Katalanischen (Art. 6 des Autonomiestatuts)
- Baskenland: Baskisch (Art. 6 des Autonomiestatuts)
- Navarra: Baskisch (nur in den baskischsprachigen Gebieten, Art. 9 des Autonomiestatuts)
- Galicien: Galicisch (Art. 5 des Autonomiestatuts)

### Weitere Sprachen
Art. 4 des Autonomiestatuts von Asturien bestimmt, dass die dort gesprochenen Varietäten des Asturleonesischen (el bable) von der Autonomen Gemeinschaft zu schützen und zu fördern sind, aber ohne sie in den Rang einer Amtssprache zu erheben.
Ähnliches bestimmt Art. 7 des Autonomiestatuts für Aragonien für die nicht näher bezeichneten „Sprachen und sprachlichen Eigenarten Aragoniens“ (gemeint sind das in einem östlichen Streifen der Region gesprochene Katalanisch und das Aragonesisch).
Zu den weiteren Sprachen wird auf die obige Karte verwiesen.

## Sprachpolitik

### Definition
Der Begriff Sprachpolitik bezeichnet aus sprachwissenschaftlicher Sicht alle absichtlichen politischen Aktivitäten und Verhaltensweisen, die Sprache betreffen und so zum Beispiel die Unterschiede zwischen Sprachen hervorheben oder verschleiern und damit den Sprachgebrauch beeinflussen oder manipulieren. Träger und Akteure von Sprachpolitik können Regierungen, Sprachakademien, Intellektuelle, die Familie, die Schule und auch die Massenmedien sein.
Sprachpolitik kann sich auf der historischen Ebene abspielen, indem eine Sprache aufgrund ihrer historischen Andersartigkeit vor anderen Varietäten hervorgehoben und gefördert wird. Eine Sprache kann außerdem als gemeinsame Sprache aus anderen möglichen Varietäten gewählt werden, oder sie kann als exemplarische Norm zur standardisierten und normierten Sprache (im Gegensatz zu den anderen Varietäten) werden.
Auf der einen Seite kann Sprachpolitik vereinen, wenn sie anderen gegenüber offen ist, sie als Mitglieder der gleichen Gemeinschaft anerkennt und einbezieht. So kann über Sprache das Gefühl von Zugehörigkeit zu einer Gemeinschaft hergestellt und die Sprache zum Symbol einer kollektiven Identität werden. Auf der anderen Seite können Sprecher anderer Sprachen aus einer Gemeinschaft ausgegrenzt werden, wenn sich diese auf nur eine Sprache beschränkt.

### Geschichte der Sprachpolitik in Spanien

#### Vom Lateinischen zum Spanischen
Zu einer Veränderung der Sprachenlandschaft auf der Iberischen Halbinsel kam es durch deren römische Eroberung (218–19 v. Chr.), durch die die lateinische Sprache und Kultur dort verbreitet wurden (siehe Latinisierung und Romanisierung). Dabei wurde jedoch keine gewaltsame Sprachpolitik betrieben. Vielmehr wurde die lateinische Sprache von den Einheimischen aufgrund ihres Prestiges als Sprache einer höher entwickelten Kultur erlernt. Wahrscheinlich war anfangs nur ein kleiner Teil der Bevölkerung der Iberischen Halbinsel der lateinischen Schriftsprache, des klassischen Lateins, mächtig, da dessen gute Kenntnis eine sozial privilegierte Stellung des Sprechers voraussetzte. Die gesprochene Sprache, die sich von der Schriftsprache unterschied, wird als Vulgärlatein bezeichnet. Daraus entstanden die romanischen Sprachen. Eine davon, die auf der Iberischen Halbinsel heute dominiert, ist das Kastilische.
Die Bezeichnungen „Kastilisch“ (spanisch castellano) und „Spanisch“ (spanisch español) wurden seit dem 16. Jahrhundert weitgehend synonym für eine der in Spanien gesprochenen Sprachen verwendet. Die Bezeichnung „Kastilisch“ wird verwendet, um diese vom Lateinischen und anderen zeitgenössischen Varietäten abzugrenzen. Heute verwendet man die Bezeichnung „Kastilisch“ anstatt „Spanisch“ außerdem, um zu zeigen, dass Spanisch nicht nur in Spanien gesprochen wird und auch nicht die einzige in Spanien gesprochene Sprache ist.
Einen großen Einfluss bei der Verbreitung des Kastilischen in Spanien hatte unter anderem Ferdinand III., der Heilige (1217–1252), der Kastilisch zur Kanzleisprache erhob und damit vorschrieb, dass Gesetzestexte auf Kastilisch verfasst werden sollten. Auch König Alfons der Weise (1221–1284) förderte das Kastilische durch eine rege wissenschaftliche und literarische Tätigkeit an seinem Hof in der damaligen Hauptstadt Toledo, wodurch es erhebliches Prestige gewann. Dazu gehörte beispielsweise die Fortsetzung einer im 12. Jahrhundert begonnenen Übersetzerschule, in der Juden, Christen und Muslime zusammenarbeiteten. Es wurden ursprünglich Übersetzungen aus dem Arabischen über das Kastilische ins Lateinische angefertigt. Die Arbeiten wurden dann zunehmend nur noch auf Kastilisch veröffentlicht, da das Kastilische den Vorteil bot, religiös neutral zu sein, im Gegensatz zum Lateinischen, dem Hebräischen oder dem Arabischen, die zugleich als heilige Sprachen oder Sprachen der Bibel galten.
Alfons der Weise machte Kastilisch auch zur Sprache der Geschichtsschreibung und der Verwaltung. Die ausgestellten Dokumente wurden dabei in einem einheitlichen Kastilisch verfasst, welches durch Rechtschreibregeln, die sich wahrscheinlich an der Sprache der Elite Toledos orientierten, festgelegt wurde. Die Dokumente wurden so zum Modell für eine korrekte Rechtschreibung und trugen damit zu einer frühen Standardisierung der spanischen Schriftsprache bei.
Die erste vollständige Grammatik in einer romanischen Sprache wurde 1492 von Antonio de Nebrija unter dem Titel Gramática de la lengua castellana veröffentlicht. In seinem Vorwort betont Nebrija einen Zusammenhang zwischen Sprache und Macht, da immer die Sprache der Mächtigen gesprochen werde. In seiner Grammatik legt er Normen fest, um die Möglichkeit zu schaffen, Spanisch auch in den Kolonien zu verbreiten.
So setzte sich das Kastilische allmählich gegen das mittelalterliche Latein als Kanzleisprache und Sprache der Wissenschaft durch und verdrängte es bis ins 15. Jahrhundert aus seinen traditionellen Anwendungsbereichen (Universität, Schule, Verwaltung). Kastilisch löste Latein als überregionale Schriftsprache ab. Das wird daraus ersichtlich, dass schon kurz nach der Einführung des Buchdruckes Ende des 15. Jahrhunderts in Spanien erheblich mehr auf Kastilisch als auf Latein gedruckt wurde. Im 16. Jahrhundert gab es kaum noch Publikationen auf Latein; die Volkssprache Kastilisch besaß den Vorteil, auch von allen, die Latein nicht beherrschten, verstanden zu werden. Kastilisch wurde am Hof und zur Kommunikation mit anderen Regionen und dem Ausland eingesetzt.

#### Reconquista
Die heutige Verbreitung der Sprachen in Spanien geht vor allem auf die Reconquista, die Rückeroberung der Iberischen Halbinsel durch christliche Herrscher bis 1492, zurück. Diese vollzog sich in mehreren Phasen: Vom 8. bis zum 10. Jahrhundert wurde von Asturien, Kantabrien, der Heimat des Kastilischen, und aus dem Gebiet der Pyrenäen in Nordspanien erfolgreicher Widerstand gegen die maurische Besatzung geleistet. Die Rückeroberung maurischer Gebiete erfolgte vom Norden in den Süden. Im 11. und 12. Jahrhundert zerfiel der maurische Herrschaftsbereich in mehrere kleinere Königreiche. Somit konnten die christlichen Reiche, insbesondere Kastilien und León, weiter nach Süden vordringen und 1085 die ehemalige Westgoten-Hauptstadt Toledo erobern. Im weiteren Verlauf bis zum Ende der Reconquista (Fall von Granada) verleibte sich Kastilien die Extremadura, Murcia und schließlich auch Andalusien, das letzte Herrschaftsgebiet der Muslime, ein. Durch dieses Vordringen vom Nord nach Süd verdoppelte sich das kastilische Sprachgebiet nahezu.
Die Verbreitung des Kastilischen im gesamten eroberten Gebiet wurde durch die Vertreibung von Muslimen und die Ansiedlung von Christen (besonders in der Extremadura und Andalusien) begünstigt. Der Vorgang wird als „Siedlungskolonisation“ bezeichnet, der die Herrschaft über die Gebiete langfristig sichern sollte. Das Kastilische als Sprache der Eroberer wurde allmählich von der anderssprachigen Bevölkerung, sofern sie vor Ort blieb, übernommen.
Auch das Sprachgebiet des Katalanischen, das sich an der Ostküste der Iberischen Halbinsel bis nach Alicante ausdehnte, und des Galicischen, das sich am Westrand der Halbinsel verbreitete, vergrößerten sich durch die Rückeroberung. Leonesisch und Aragonesisch konnten sich dagegen nicht nach Süden ausbreiten. Durch das politische Prestige des Kastilischen wurde dieses auch in den leonesischen und aragonesischen Gegenden vermehrt verwendet. Auch mozarabische Varietäten des Romanischen gingen durch die Reconquista und die Verfolgung der mozarabischen Bevölkerung zurück.

#### Hispanisierung Lateinamerikas
Die Sprachpolitik beschränkte sich nicht nur auf die Iberische Halbinsel, sondern sie ist auch bei der Kolonialisierung Lateinamerikas ab dem 16. Jahrhundert für die Verbreitung der spanischen Sprache verantwortlich (siehe Hispanisierung). Zunächst sah die Sprachpolitik der Kirche und Krone so aus, dass die christliche Missionierung in den Sprachen der Einheimischen stattfinden sollte (beschlossen im Konzil von Trient (1545–1563)). Bereits 1596 beschloss der Indienrat, die oberste Kolonialbehörde des Kolonialreiches (spanisch Consejo de Indias), jedoch eine Hispanisierung der Indigenen. Begründet wurde dies damit, dass religiöse Inhalte sich auf Spanisch besser vermitteln ließen als auf indigenen Sprachen. Priester sollten, anstatt eine indigene Sprache zu lernen, nun die Indigenen in der spanischen Sprache unterrichten. Dies sollte zur leichteren Christianisierung dienen und Indigenen ermöglichen, ihr Recht besser bei Behörden vertreten zu können. Die vom Indienrat außerdem geforderten Zwangsmaßnahmen zur Hispanisierung wurden jedoch nicht durchgesetzt.
Auf Initiative des Erzbischofs von Mexiko wurde in das Reformgesetz von 1770 das Prinzip der sprachlichen Assimilation der Einheimischen mit aufgenommen. Ziel war nun nicht mehr nur eine Verbreitung des Spanischen, sondern die Auslöschung der indigenen Sprachen. Geistliche kamen ihrer Pflicht, Spanisch zu unterrichten, allerdings oft nicht nach. Außerdem gab es große regionale Unterschiede im Grad der Hispanisierung, da die ländliche Bevölkerung in der Regel kaum erfasst wurde. Spanisch wurde eher durch die Notwendigkeit der Verständigung in alltäglichen Beziehungen zur Verkehrssprache und vor allem durch Schulen, den Militärdienst und die Massenmedien im 19. und 20. Jahrhundert weiter verbreitet.

#### Zentralistische Sprachpolitik im 18. und 19. Jahrhundert
Anfang des 18. Jahrhunderts begann eine Phase der absoluten Monarchie unter dem Herrschaftsgeschlecht der Bourbonen, die einen politischen Zentralismus mit sich brachte. Während vorher auch die anderen Regionalsprachen toleriert wurden, wurden nun Sprachgesetze zu Gunsten des Kastilischen erlassen. In Katalonien beispielsweise sollte nach dessen Unterwerfung Kastilisch als Amts- und Schulsprache durchgesetzt werden. Um diese „geplante Kastilisierungspolitik“ zu verwirklichen, wurde in den Sprachgesetzen („Decretos de Nueva Planta“ von 1716 und „Real Cédula“ von 1768) festgelegt, dass der Schulunterricht nur noch auf Kastilisch erfolgen durfte. Kastilisch wurde darüber hinaus 1780 zur Sprache der Verwaltung und Justiz gemacht. Weitere Gesetze erklärten Kastilisch außerdem zur Sprache der Buchführung und des Theaters.
Im Jahr 1713 wurde die Real Academia Española (Spanische Sprachakademie) zur Reinhaltung und Stabilisierung des Spanischen gegründet. Sie trug mit ihrem Wörterbuch und einer Grammatik zur Fixierung der sprachlichen Norm bei. Das Wörterbuch orientierte sich am Kastilischen der Literatur aus dem Goldenen Zeitalter im 16. und 17. Jahrhundert (siehe Siglo de Oro). Durch ein königliches Dekret aus dem Jahr 1780 wurde die Grammatik der Akademie zu der des Spanischunterrichts erklärt. Somit und auch durch das Herausgeben von Schulbüchern nahm die Akademie direkten Einfluss auf das Erlernen des Spanischen (Kastilischen). 1815 wurden die vorherigen Regelungen durch die Festlegung der Orthographie ergänzt, wie sie auch heute noch gilt.

#### Franco-Diktatur und die heutige Situation
Der sprachliche Zentralismus wurde im 20. Jahrhundert weitergeführt. Amtspersonen wurde beispielsweise verordnet, bei offiziellen Akten nur noch Kastilisch zu sprechen. 1931 erklärte die Verfassung der Zweiten Republik Spaniens Kastilisch zur offiziellen Sprache, das heißt, dass es für jeden obligatorisch wurde, Kastilisch zu lernen. Kastilisch wurde außerdem zur Unterrichtssprache in Schulen und offizielle Dokumente durften nur noch auf Kastilisch ausgestellt werden. Nach dem Vorbild Frankreichs sollte Kastilisch die nationale und einheitliche Sprache Spaniens werden.
Die Franco-Diktatur (1936/39–1975) hatte einen erheblichen Einfluss auf den Gebrauch der Sprachen in Spanien. Der Diktator, selbst aus Galicien stammend, versuchte, Kastilisch zur Einheitssprache in Spanien zu machen. Kastilisch wurde gar zum patriotischen Symbol erhoben. Alle Spanier wurden direkt dazu aufgefordert, nur noch Kastilisch zu sprechen. Alle anderen Sprachen und Dialekte wurden unter anderem im Bildungswesen, den Massenmedien und auf Straßenschildern verboten. Die repressive Sprachpolitik veranlasste außerdem eine Umbenennung von Institutionen oder Orten mit regionalen Namen.

Seit dem Ende der Diktatur kann Spanien als „ein dominant einsprachiges Land mit regionaler Zweisprachigkeit“ bezeichnet werden. Die aktuelle Verfassung von 1978 legt Kastilisch als Amts- und Staatssprache Spaniens fest, nicht jedoch als Nationalsprache, wie dies in der Franco-Diktatur der Fall war. Kastilisch wird damit zu einer der Sprachen Spaniens. Die regionalen Sprachen Katalanisch, Baskisch und Galicisch sind Kastilisch in den jeweiligen Autonomen Gemeinschaften als Amtssprachen gleichgestellt. Das bedeutet, dass sie in öffentlichen Angelegenheiten, Schulen und Universitäten gebraucht werden können. Die Anerkennung und der Schutz der sprachlichen Vielfalt werden darüber hinaus in Artikel 3 der Verfassung garantiert.
In den Autonomen Gemeinschaften mit mehreren offiziellen Sprachen leben heute meist bilinguale Sprecher, die sowohl Kastilisch als auch ihre regionale Sprache sprechen. Durch eine Binnenmigration Anfang der 1970er Jahre in die Industrieregionen (z. B. Barcelona und Bilbao), nach Valencia und auf die Balearen leben außerdem viele Spanier in zweisprachigen Gebieten, die aber nur Kastilisch sprechen.
Nachdem lange versucht wurde, Kastilisch zur einzigen Sprache Spaniens zu machen, werden heute auch die Regionalsprachen in den Autonomen Gemeinschaften durch Sprachpolitik gefördert. So gibt es Gesetze zu deren Standardisierung (spanisch Ley de Normalización Lingüística, 1983 als erstes in Katalonien), sowie eine Hauptdirektion der linguistischen Politik (spanisch Dirección General de Política Lingüística) in Katalonien, Galicien, dem Baskenland, Valencia und Asturien. Diese arbeiten Gesetze der linguistischen Standardisierung der jeweiligen Varietät aus, um diese wiederzubeleben oder den Unterricht auf dieser Sprache abzuhalten.
Trotzdem wird auch die Verwendung des Kastilischen heute durch verschiedene Akteure gefördert. Zu nennen sind hier zum einen die nationalen und internationalen Massenmedien. Eine der meistgelesenen Zeitungen in Spanien, El País, setzt sich beispielsweise für die Verwendung eines korrekten und qualitativ hochwertigen Kastilisch ein. Dies geschieht durch einen veröffentlichten Leitfaden für den richtigen Stil, der von allen Redakteuren eingehalten werden muss.
Zum anderen warb auch der spanische König Juan Carlos I. in diversen Reden für ein friedliches Zusammenleben (spanisch convivencia) aller Sprachen und betont, dass Kastilisch die gemeinsame Sprache aller Spanier ist. Zudem fungiert der König als Schirmherr über die Sprachakademie (Real Academia Española), die sich weiterhin der Pflege des Kastilischen widmet und deren Norm in Wörterbüchern und Grammatiken festlegt.

### Kritik an der heutigen Sprachpolitik in Spanien
Die Frage nach dem Umgang mit den verschiedenen Sprachen in Spanien ist heute immer noch sehr umstritten. Dabei ist auch für Fachleute unklar, wie viele Sprachen es in Spanien überhaupt gibt. Auch die Rolle der Sprachen im spanischen Staat und in den Regionen ist umstritten. Während Kastilisch nicht von allen Spaniern in seiner Funktion als Amts- und Staatssprache anerkannt wird und sich einige für die Stärkung der Regionalsprachen aussprechen, sorgen sich andere um den Zustand des Kastilischen und befürchten dessen Rückgang.
Als Kritik an der Förderung der regionalen Sprachen wird angeführt, dass sie sich gegen die „gemeinsame“ Sprache des Kastilischen richte, diese nicht geschützt und deren Ausdehnung nicht gefördert werde. Beispielsweise werden alle Kinder in Katalonien auf Katalanisch unterrichtet, auch die, die nicht Katalanisch als Muttersprache haben. So werde Kastilisch zur Fremdsprache für Katalanen gemacht. Außerdem wird kritisiert, dass es keine staatliche oder verwaltungstechnische Einrichtung gäbe, die sich mit dem Schutz der gemeinsamen Sprache beschäftigt und vor einer Sprachpolitik schützt, die sich gegen die gemeinsame Sprache richte. Die andere, regionalistische Sichtweise (besonders in Katalonien, Galicien und dem Baskenland vertreten) kritisiert dagegen, dass das Kastilische immer noch alleinige Amts- und Staatssprache Spaniens und den anderen Minderheitensprachen gegenüber dominant ist (siehe z. B. Katalonien). Die jeweiligen Autonomen Gemeinschaften bemühen sich, die regionalen Sprachen wieder aufleben zu lassen und zu fördern, Schulunterricht auf der regionalen Sprache abzuhalten und sie z. B. auch in den Medien präsenter zu machen.

## Sprachverbreitung

### Bis Anfang der 1980er Jahre
| nur Kastilisch Katalanisch einschließlich Valencianisch Aragonesisch | Baskisch Asturleonesisch Galicisch-Portugiesisch Arabisch |

Ausbreitung der Sprachen auf der iberischen Halbinsel vom 13. bis zum 21. Jahrhundert:

Bis Anfang der 1980er Jahre dominierte im öffentlichen Bereich das kastilische Spanisch. Der Gebrauch der anderen iberischen Sprachen war auf den informellen, familiären Umgang beschränkt. Die Dominanz des Spanischen ist auf mehrere Faktoren zurückzuführen:
- Das Königreich Kastilien erfuhr im Laufe der Reconquista (722–1492) die größten Gebietsgewinne (die ganze Mitte der iberischen Halbinsel und Andalusien). Mit Ausweitung des Herrschaftsgebiets breitete sich auch die Sprache, die in ihren Ursprüngen auf das kleine Gebiet der Grafschaft Kastilien zurückgeht, aus.
- Durch die Heirat der sogenannten katholischen Könige (1469) bildete sich eine gesamtspanische Monarchie aus. Jedoch bewahrten die verschiedenen Reichsteile zunächst noch ihre traditionellen Institutionen, ihre Rechtssysteme und Sprachen. Aufgrund der großen militärischen und politischen Bedeutung Kastiliens gewann jedoch das Kastilische überall an sozialem Prestige. Mit der Entdeckung Amerikas (der Handel mit der Neuen Welt wurde ausschließlich über die kastilischen Häfen Sevilla und Cádiz abgewickelt) kommt eine gesteigerte wirtschaftliche Bedeutung Kastiliens hinzu. Im Ergebnis entwickelt sich damit das Kastilische zur lingua franca des Königreichs; selbst in Portugal spielt es eine gewisse Rolle.
- Mit dem Spanischen Erbfolgekrieg gelangen Anfang des 18. Jahrhunderts die Bourbonen auf den spanischen Thron. Sie schaffen die Institutionen und Rechtssysteme der Reichsteile weitgehend ab und verwandeln Spanien in einen nach kastilischem Recht regierten Zentralstaat, womit die reichsweite Favorisierung der kastilischen Sprache etwa in der Verwaltung und dem entstehenden allgemeinen Unterrichtswesen einhergeht.
- Katalonien und das Baskenland sind die am frühesten und intensivsten industrialisierten Regionen Spaniens. Dies führte bis ins 20. Jahrhundert zum Zuzug von Arbeitskräften aus ländlich geprägten kastilischsprachigen Gebieten. Da sich an ihren neuen Wohnorten das Spanische bereits im öffentlichen Leben etabliert hatte, fühlten sich die Zuziehenden nicht verpflichtet, die Regionalsprache zu erlernen.
- Ein weiterer wesentlicher Faktor im 20. Jahrhundert, der die Stellung des kastilischen Spanisch stärkte, war die Unterdrückung jeglichen Regionalismus und der nichtkastilischen Sprachen durch das Franco-Regime.

### Heutige Situation
Auch heute noch wird Kastilisch in ganz Spanien verstanden und gesprochen. Allerdings hat sich durch die Politik der normalización lingüística mittlerweile in den im ersten Abschnitt angegebenen Autonomen Gemeinschaften praktisch ein Zustand auch der offiziellen Zweisprachigkeit eingestellt.
Eine gesamtspanische amtliche Statistik über den Sprachgebrauch fehlt.
In einer Eurobarometer-Umfrage aus dem Jahr 2012 gaben in Spanien von den Befragten im Alter ab 15 Jahren auf die Frage nach ihrer Muttersprache 82 % Spanisch, 8 % Katalanisch, 5 % Galicisch und 1 % Baskisch an.
Außerdem führen die Regionalregierungen der mehrsprachigen Autonomen Gemeinschaften Stichproben-Umfragen zu Sprachfragen durch, deren Periodizität und Fragenkataloge allerdings nicht einheitlich (und damit auch nur beschränkt vergleichbar) sind. In der Regel wird nach der Muttersprache, der Sprache, mit der man sich identifiziert, Sprachkompetenzen, Sprachgewohnheiten (wie oft und in welchem sozialen Kontext wird welche Sprache genutzt) und sprachpolitischen Einstellungen gefragt.
Im Folgenden werden einige Kennzahlen zu Muttersprache und Sprachkompetenz wiedergegeben:

#### Katalonien
Die folgenden Daten gründen in einer Umfrage des Statistikinstituts von Katalonien aus dem Jahr 2013 unter Personen ab 15 Jahren. Als Muttersprache gaben an:
| Katalanisch | Kastilisch | beide | Aranesisch | andere/k. A. |
| ----------- | ---------- | ----- | ---------- | ------------ |
| 31,0 %      | 55,1 %     | 2,4 % | 0,0 %      | 11,5 %       |

Ihre Sprachbeherrschung wurde von den befragten Sprechern folgendermaßen bewertet:
|           | Katalanisch | Kastilisch |
| Verstehen | 94,3 %      | 99,8 %     |
| Sprechen  | 80,4 %      | 99,7 %     |
| Lesen     | 82,4 %      | 97,4 %     |
| Schreiben | 60,4 %      | 95,9 %     |

#### Balearen
Eine aus dem Jahr 2010 stammende Umfrage der Regionalregierung wandte sich an Personen ab 16 Jahren. Auf die Frage der Beherrschung des Katalanischen antworteten:
|           | Katalanisch |
| Verstehen | 85,0 %      |
| Sprechen  | 63,4 %      |
| Lesen     | 70,8 %      |
| Schreiben | 47,9 %      |

Nach der Muttersprache wurde in dieser Umfrage nicht gefragt, sondern danach, welche Sprache der Befragte als „seine“ bezeichnet. Das Ergebnis war:
| Katalanisch | Kastilisch | beide | andere |
| ----------- | ---------- | ----- | ------ |
| 36,1 %      | 45,9 %     | 6,2 % | 11,9 % |

#### Valencia
In der Umfrage aus dem Jahr 2010 wurde nach der Muttersprache nicht gefragt. Befragt wurden auch hier Personen im Alter ab 15 Jahren. Auf die Frage nach der Kenntnis des valencianischen Katalanisch wurde in folgendem Umfang mit „ausreichend gut“ oder „perfekt“ geantwortet:
|           | Valencianisch |
| Verstehen | 68,8 %        |
| Sprechen  | 48,5 %        |
| Lesen     | 45,3 %        |
| Schreiben | 26,4 %        |

#### Baskenland
Für die Autonome Gemeinschaft Baskenland sind zur Muttersprache folgende Zahlen aus dem Jahr 2006 veröffentlicht (Befragte ab 16 Jahren):
| Baskisch | nur andere | andere und Baskisch |
| -------- | ---------- | ------------------- |
| 19 %     | 76 %       | 5 %                 |

Zur Sprachkompetenz finden sich in der Studie folgende Angaben:
| zweisprachig, Baskisch besser beherrscht   | 10 % |
| zweisprachig, ausgeglichen                 | 9 %  |
| zweisprachig, Kastilisch besser beherrscht | 12 % |
| zweisprachig passiv                        | 18 % |
| kein Baskisch (erdaldun)                   | 52 % |

#### Navarra
Zur Lage in Navarra wird auf die im vorigen Abschnitt angeführte Studie der baskischen Regionalregierung zurückgegriffen, in der die Daten auch für Navarra erhoben wurden.
Navarra gliedert sich nach dem Sprachgesetz in eine baskischsprachige (mit ca. 9 % der Gesamtbevölkerung), eine gemischtsprachige (54 %) und eine spanischsprachige (37 %) Region. Die folgenden Zahlen aus dem Jahr 2006 beziehen sich auf die Gesamtbevölkerung. Als Muttersprache wurde angegeben:
| Baskisch | nur andere | andere und Baskisch |
| -------- | ---------- | ------------------- |
| 6 %      | 91 %       | 3 %                 |

Zur Sprachkompetenz finden sich für Navarra folgende Zahlen:
| zweisprachig, Baskisch besser beherrscht   | 3 %  |
| zweisprachig, ausgeglichen                 | 3 %  |
| zweisprachig, Kastilisch besser beherrscht | 5 %  |
| zweisprachig passiv                        | 8 %  |
| kein Baskisch (erdaldun)                   | 81 % |

#### Galicien
In der Umfrage des galicischen statistischen Instituts aus dem Jahre 2008 wurden Daten für Personen ab 5 Jahren erhoben. Das Ergebnis zur Frage nach der Muttersprache lautete:
| Galicisch | Kastilisch | beide  |
| --------- | ---------- | ------ |
| 47,4 %    | 27,1 %     | 23,1 % |

Zur Selbsteinschätzung der Galicisch-Kenntnisse wurden folgende Angaben gemacht:
|           | gut    | genügend | gering | gar nicht |
| Verstehen | 66,0 % | 28,8 %   | 4,6 %  | 0,7 %     |
| Sprechen  | 54,1 % | 35,0 %   | 7,7 %  | 3,1 %     |
| Lesen     | 46,8 % | 36,2 %   | 14,0 % | 3,0 %     |
| Schreiben | 25,3 % | 32,6 %   | 23,3 % | 18,9 %    |

### Schriftliche Sprachkompetenz
Auffällig in allen Untersuchungen ist, dass für die nichtkastilischen Sprachen bei älteren Befragten häufig die Sprachkompetenz im schriftlichen Ausdruck fehlt. Dies ist eine Nachwirkung der Franco-Zeit: Die nichtkastilischen Sprachen wurden nicht unterrichtet, und in diesen Sprachen verfasste Printmedien (Zeitungen, Zeitschriften, Bücher) waren kaum erhältlich. Daher kamen selbst Muttersprachler mit ihrer Sprache in Schriftform annähernd ein halbes Jahrhundert fast nicht in Berührung.